# Şahmuratlı
Şahmuratlı ist ein Dorf im Bezirk Sorgun der türkischen Provinz Yozgat. Der Ort liegt im Westen des Bezirks, etwa zehn Kilometer südwestlich von Sorgun sowie 25 Kilometer östlich des Provinzzentrums Yozgat. Über eine Landstraße ist er mit der nördlich verlaufenden Fernstraße D 200 (E 88) verbunden, die von Yozgat im Westen durch Sorgun nach Sivas im Osten führt.
Im Westen des Ortes liegt der Berg Kerkenes Dağı, der mit dem hethitischen Kultberg Daḫa identifiziert wird. Auf und um den Berg liegen die Ruinen von Kerkenes, die wiederum die Überreste der medischen Stadt Pteria darstellen.